# Phyllonorycter populiella
The Poplar Leafminer Moth (Phyllonorycter populiella) là một loài bướm đêm thuộc họ Gracillariidae. Nó được tìm thấy ở Canada (British Columbia) và Hoa Kỳ (Kentucky, Ohio, Washington, Maine và New York).
Sải cánh dài 6–7 mm.
Ấu trùng ăn Populus species, bao gồm Populus alba, Populus balsamifera, Populus dilatata, Populus grandidentata, Populus nigra và Populus tremuloides. Chúng ăn lá nơi chúng làm tổ.